# Черски, Хелен
Хелен Черски (Helen Czerski; род. 1 ноября 1978, Манчестер, Англия) — британский физик и океанограф, популяризатор науки. Доктор философии, сотрудница Университетского колледжа Лондона, сотрудничает с Би-би-си.

## Биография
Окончила с отличием кембриджский Черчилль-колледж. Спустя год возвратилась в Кембридж, где в 2001 году она получила степени бакалавра и магистра физики, для работы над докторской по экспериментальной физике взрывчатых веществ. В те же годы работает в Торонтском университете и Лос-Аламосской национальной лаборатории. Получив в 2006 году докторскую степень, являлась постдоком в Род-Айлендском университете. Там и в Scripps Institution of Oceanography она провела около четырех лет. После чего в 2010 году вернулась в Великобританию, где открыла собственную исследовательскую программу в Саутгемптонском университете, где стала исследовательским фелло ISVR, после перешла в Университетский колледж Лондона, куда также поступила исследовательским фелло и где ныне состоит лектором кафедры механической инженерии. Занимается популяризацией науки, работая в научно-популярных программах, в частности на Би-би-си. Увлекается спортом, занимается бадминтоном, бегом и плаванием. Черски любит читать книги, креативность, горячий шоколад и исследовать интересные вещи в жизни.
Первым её телевизионным опытом стала программа Orbit: Earth's Extraordinary Journey, подготовленная совместно с Kate Humble и вышедшая на Би-би-си в 2012 году. После ряда успешных проектов 2012 года Черски попала в команду, снимавшую Dara Ó Briain's Science Club. Регулярно появляется в телесериале «Горизонт».
Отмечена Kelvin Medal and Prize Института физики (2018) и Louis J Battan Author’s Award Американского метеорологического общества — за свою книгу (2019).
Её книга «Storm in a Teacup: The Physics of Everyday Life» появилась в 2016 году. В России книга была издана под названием «Физика и жизнь. Законы природы: от кухни до космоса».